# Joseph Toussaint Bonnemère
Joseph Toussaint Bonnemère de Chavigny est un homme politique français né le 1er novembre 1746 à Souzay-Champigny (Maine-et-Loire) et décédé le 10 mai 1794 au même lieu.
Avocat, conseiller à la sénéchaussée de Saumur, il est maire de Saumur en 1789, puis député de Maine-et-Loire de 1791 à 1792, siégeant à droite et soutenant la monarchie constitutionnelle.

## Biographie
La famille Bonnemère appartient à la haute bourgeoisie d'Anjou. Joseph-Nicolas Bonnemère était, sous Louis XV, un conseiller du Roi en la sénéchaussée de Saumur.
Joseph-Nicolas Bonnemère épouse à 31 ans Anne Durson d'Aubigny 22 ans le 30 mai 1739 et ont 12 enfants dont certains ne vivent que très peu de temps. Joseph Toussaint nait en sixième position le 1er novembre 1746 à Souzay-Champigny (Maine-et-Loire).
Le 2 avril 1768, Joseph Toussaint achète le petit domaine du nom de petit Chavigny de Chavigny-en-Valléesur la paroisse de Varennes, en Saumurois, qui a appartenu à la famille de Rabelais et certains membre de la famille Bonnemère ajouteront de Chavigny à leur nom.
À 22 ans Joseph Toussaint est avocat au parlement et législateur quand il reprend le 2 aout 1769 la charge de conseiller du Roi en la sénéchaussée de Saumur en succédant à son père Joseph-Nicolas.
À la chapelle du château de Saumur, Joseph Toussaint épouse à 23 ans le 27 avril 1770 Anne Marie Desmé 22 ans et ils ont en premier deux filles Anne Pauline Angélique en 1773 puis Marie Angélique un ans plus tard. Son premier fils, Joseph-Claude, nait le 6 juin 1776 à Saumur et sera élève du Prytanée de la Flèche, de l'École Polytechnique et Ingénieur des Ponts et chaussées. Son second fils, Jacques-Clément, nait le 16 mai 1780 et sortira aussi ingénieur en 1801 de l'École Polytechnique puis habitera Saumur. Jacques-Clément sera adjoint au maire de Saumur, maire de Varennes-sur-Loire en 1808 et 1815 puis conseiller général du Canton de Saumur-Nord du 22 décembre 1833 à décembre 1839 et sera connu sous le nom de Jacques-Clément Targé-Bonnemère après avoir épousé Adélaïde Caroline Gigault-Targé le  20 mai 1739. Jacques-Clément et Adélaïde Caroline deviendront les parents de l'Historien Joseph-Eugène Bonnemère, né le 21 février 1813 dans la commune Varennes-sur-Loire.
Joseph Toussaint devient premier maire élu de Saumur du 2 aout 1789 au 3 février 1790 et, le 11 septembre 1791, au 3e tour de scrutin, par 202 voix sur 363 votants, il est élu député de Maine-et-Loire jusqu'au 20 septembre 1792. Il retourne alors à Saumur et il est présent lors de la prise de la ville par les Vendéens pendant la guerre de Vendée. Il se retire alors sur ses terres de Souzay.
Le typhus qui sévit dans les communes de Parnay et Souzay fait succomber à 47 ans Joseph Toussaint  à cette grave maladie en soignant un de ses fermiers et il décède le 10 mai 1794 dans sa propriété de Souzay.

## Arbre des parents et enfants
| Nicolas Mathurin Bonnemère (1682-1749)       | Nicolas Mathurin Bonnemère (1682-1749)       | Nicolas Mathurin Bonnemère (1682-1749)       | Nicolas Mathurin Bonnemère (1682-1749)       | Nicolas Mathurin Bonnemère (1682-1749)       | Nicolas Mathurin Bonnemère (1682-1749)       |                                      |                                      | Catherine Boureau (1681-1731)          | Catherine Boureau (1681-1731)          | Catherine Boureau (1681-1731)          | Catherine Boureau (1681-1731)          | Catherine Boureau (1681-1731)          | Catherine Boureau (1681-1731)          |                                      |                                      |                                     |                                     |                                     |                                     |                                     |                                     |                                     |                                     |                                       |                                       |                                       |                                       |                                       |                                       |                                     |                                     |                                             |                                             |                                             |                                             |                                             |                                             |                                        |                                        |                                        |                                        |                                        |                                        |
| Nicolas Mathurin Bonnemère (1682-1749)       | Nicolas Mathurin Bonnemère (1682-1749)       | Nicolas Mathurin Bonnemère (1682-1749)       | Nicolas Mathurin Bonnemère (1682-1749)       | Nicolas Mathurin Bonnemère (1682-1749)       | Nicolas Mathurin Bonnemère (1682-1749)       |                                      |                                      | Catherine Boureau (1681-1731)          | Catherine Boureau (1681-1731)          | Catherine Boureau (1681-1731)          | Catherine Boureau (1681-1731)          | Catherine Boureau (1681-1731)          | Catherine Boureau (1681-1731)          |                                      |                                      |                                     |                                     |                                     |                                     |                                     |                                     |                                     |                                     |                                       |                                       |                                       |                                       |                                       |                                       |                                     |                                     |                                             |                                             |                                             |                                             |                                             |                                             |                                        |                                        |                                        |                                        |                                        |                                        |
|                                              |                                              |                                              |                                              |                                              |                                              |                                      |                                      |                                        |                                        |                                        |                                        |                                        |                                        |                                      |                                      |                                     |                                     |                                     |                                     |                                     |                                     |                                     |                                     |                                       |                                       |                                       |                                       |                                       |                                       |                                     |                                     |                                             |                                             |                                             |                                             |                                             |                                             |                                        |                                        |                                        |                                        |                                        |                                        |
|                                              |                                              |                                              |                                              | Joseph-Nicolas Bonnemère (1707-1780)         | Joseph-Nicolas Bonnemère (1707-1780)         | Joseph-Nicolas Bonnemère (1707-1780) | Joseph-Nicolas Bonnemère (1707-1780) | Joseph-Nicolas Bonnemère (1707-1780)   | Joseph-Nicolas Bonnemère (1707-1780)   |                                        |                                        | Anne Durson d'Aubigny (1716-1770)      | Anne Durson d'Aubigny (1716-1770)      | Anne Durson d'Aubigny (1716-1770)    | Anne Durson d'Aubigny (1716-1770)    | Anne Durson d'Aubigny (1716-1770)   | Anne Durson d'Aubigny (1716-1770)   |                                     |                                     |                                     |                                     |                                     |                                     |                                       |                                       |                                       |                                       |                                       |                                       |                                     |                                     |                                             |                                             |                                             |                                             |                                             |                                             |                                        |                                        |                                        |                                        |                                        |                                        |
|                                              |                                              |                                              |                                              | Joseph-Nicolas Bonnemère (1707-1780)         | Joseph-Nicolas Bonnemère (1707-1780)         | Joseph-Nicolas Bonnemère (1707-1780) | Joseph-Nicolas Bonnemère (1707-1780) | Joseph-Nicolas Bonnemère (1707-1780)   | Joseph-Nicolas Bonnemère (1707-1780)   |                                        |                                        | Anne Durson d'Aubigny (1716-1770)      | Anne Durson d'Aubigny (1716-1770)      | Anne Durson d'Aubigny (1716-1770)    | Anne Durson d'Aubigny (1716-1770)    | Anne Durson d'Aubigny (1716-1770)   | Anne Durson d'Aubigny (1716-1770)   |                                     |                                     |                                     |                                     |                                     |                                     |                                       |                                       |                                       |                                       |                                       |                                       |                                     |                                     |                                             |                                             |                                             |                                             |                                             |                                             |                                        |                                        |                                        |                                        |                                        |                                        |
|                                              |                                              |                                              |                                              |                                              |                                              |                                      |                                      |                                        |                                        |                                        |                                        |                                        |                                        |                                      |                                      |                                     |                                     |                                     |                                     |                                     |                                     |                                     |                                     |                                       |                                       |                                       |                                       |                                       |                                       |                                     |                                     |                                             |                                             |                                             |                                             |                                             |                                             |                                        |                                        |                                        |                                        |                                        |                                        |
|                                              |                                              |                                              |                                              |                                              |                                              |                                      |                                      | Joseph Toussaint Bonnemère (1746-1794) | Joseph Toussaint Bonnemère (1746-1794) | Joseph Toussaint Bonnemère (1746-1794) | Joseph Toussaint Bonnemère (1746-1794) | Joseph Toussaint Bonnemère (1746-1794) | Joseph Toussaint Bonnemère (1746-1794) |                                      |                                      | Anne Marie Desmé (1747-1801))       | Anne Marie Desmé (1747-1801))       | Anne Marie Desmé (1747-1801))       | Anne Marie Desmé (1747-1801))       | Anne Marie Desmé (1747-1801))       | Anne Marie Desmé (1747-1801))       |                                     |                                     |                                       |                                       |                                       |                                       |                                       |                                       |                                     |                                     |                                             |                                             |                                             |                                             |                                             |                                             |                                        |                                        |                                        |                                        |                                        |                                        |
|                                              |                                              |                                              |                                              |                                              |                                              |                                      |                                      | Joseph Toussaint Bonnemère (1746-1794) | Joseph Toussaint Bonnemère (1746-1794) | Joseph Toussaint Bonnemère (1746-1794) | Joseph Toussaint Bonnemère (1746-1794) | Joseph Toussaint Bonnemère (1746-1794) | Joseph Toussaint Bonnemère (1746-1794) |                                      |                                      | Anne Marie Desmé (1747-1801))       | Anne Marie Desmé (1747-1801))       | Anne Marie Desmé (1747-1801))       | Anne Marie Desmé (1747-1801))       | Anne Marie Desmé (1747-1801))       | Anne Marie Desmé (1747-1801))       |                                     |                                     |                                       |                                       |                                       |                                       |                                       |                                       |                                     |                                     |                                             |                                             |                                             |                                             |                                             |                                             |                                        |                                        |                                        |                                        |                                        |                                        |
|                                              |                                              |                                              |                                              |                                              |                                              |                                      |                                      |                                        |                                        |                                        |                                        |                                        |                                        |                                      |                                      |                                     |                                     |                                     |                                     |                                     |                                     |                                     |                                     |                                       |                                       |                                       |                                       |                                       |                                       |                                     |                                     |                                             |                                             |                                             |                                             |                                             |                                             |                                        |                                        |                                        |                                        |                                        |                                        |
|                                              |                                              |                                              |                                              |                                              |                                              |                                      |                                      |                                        |                                        |                                        |                                        |                                        |                                        |                                      |                                      |                                     |                                     |                                     |                                     |                                     |                                     |                                     |                                     |                                       |                                       |                                       |                                       |                                       |                                       |                                     |                                     |                                             |                                             |                                             |                                             |                                             |                                             |                                        |                                        |                                        |                                        |                                        |                                        |
| Anne Pauline Angélique Bonnemère (1773-1837) | Anne Pauline Angélique Bonnemère (1773-1837) | Anne Pauline Angélique Bonnemère (1773-1837) | Anne Pauline Angélique Bonnemère (1773-1837) | Anne Pauline Angélique Bonnemère (1773-1837) | Anne Pauline Angélique Bonnemère (1773-1837) |                                      |                                      | Marie Angélique Bonnemère (1774-1837)  | Marie Angélique Bonnemère (1774-1837)  | Marie Angélique Bonnemère (1774-1837)  | Marie Angélique Bonnemère (1774-1837)  | Marie Angélique Bonnemère (1774-1837)  | Marie Angélique Bonnemère (1774-1837)  |                                      |                                      | Joseph Claude Bonnemère (1776-1855) | Joseph Claude Bonnemère (1776-1855) | Joseph Claude Bonnemère (1776-1855) | Joseph Claude Bonnemère (1776-1855) | Joseph Claude Bonnemère (1776-1855) | Joseph Claude Bonnemère (1776-1855) |                                     |                                     | Jacques Clément Bonnemère (1780-1866) | Jacques Clément Bonnemère (1780-1866) | Jacques Clément Bonnemère (1780-1866) | Jacques Clément Bonnemère (1780-1866) | Jacques Clément Bonnemère (1780-1866) | Jacques Clément Bonnemère (1780-1866) |                                     |                                     | Adélaïde Caroline Gigault-Targé (1747-1801) | Adélaïde Caroline Gigault-Targé (1747-1801) | Adélaïde Caroline Gigault-Targé (1747-1801) | Adélaïde Caroline Gigault-Targé (1747-1801) | Adélaïde Caroline Gigault-Targé (1747-1801) | Adélaïde Caroline Gigault-Targé (1747-1801) |                                        |                                        |                                        |                                        |                                        |                                        |
| Anne Pauline Angélique Bonnemère (1773-1837) | Anne Pauline Angélique Bonnemère (1773-1837) | Anne Pauline Angélique Bonnemère (1773-1837) | Anne Pauline Angélique Bonnemère (1773-1837) | Anne Pauline Angélique Bonnemère (1773-1837) | Anne Pauline Angélique Bonnemère (1773-1837) |                                      |                                      | Marie Angélique Bonnemère (1774-1837)  | Marie Angélique Bonnemère (1774-1837)  | Marie Angélique Bonnemère (1774-1837)  | Marie Angélique Bonnemère (1774-1837)  | Marie Angélique Bonnemère (1774-1837)  | Marie Angélique Bonnemère (1774-1837)  |                                      |                                      | Joseph Claude Bonnemère (1776-1855) | Joseph Claude Bonnemère (1776-1855) | Joseph Claude Bonnemère (1776-1855) | Joseph Claude Bonnemère (1776-1855) | Joseph Claude Bonnemère (1776-1855) | Joseph Claude Bonnemère (1776-1855) |                                     |                                     | Jacques Clément Bonnemère (1780-1866) | Jacques Clément Bonnemère (1780-1866) | Jacques Clément Bonnemère (1780-1866) | Jacques Clément Bonnemère (1780-1866) | Jacques Clément Bonnemère (1780-1866) | Jacques Clément Bonnemère (1780-1866) |                                     |                                     | Adélaïde Caroline Gigault-Targé (1747-1801) | Adélaïde Caroline Gigault-Targé (1747-1801) | Adélaïde Caroline Gigault-Targé (1747-1801) | Adélaïde Caroline Gigault-Targé (1747-1801) | Adélaïde Caroline Gigault-Targé (1747-1801) | Adélaïde Caroline Gigault-Targé (1747-1801) |                                        |                                        |                                        |                                        |                                        |                                        |
|                                              |                                              |                                              |                                              |                                              |                                              |                                      |                                      |                                        |                                        |                                        |                                        |                                        |                                        |                                      |                                      |                                     |                                     |                                     |                                     |                                     |                                     |                                     |                                     |                                       |                                       |                                       |                                       |                                       |                                       |                                     |                                     |                                             |                                             |                                             |                                             |                                             |                                             |                                        |                                        |                                        |                                        |                                        |                                        |
|                                              |                                              |                                              |                                              |                                              |                                              |                                      |                                      |                                        |                                        |                                        |                                        |                                        |                                        |                                      |                                      |                                     |                                     |                                     |                                     |                                     |                                     |                                     |                                     |                                       |                                       |                                       |                                       |                                       |                                       |                                     |                                     |                                             |                                             |                                             |                                             |                                             |                                             |                                        |                                        |                                        |                                        |                                        |                                        |
|                                              |                                              | Jean Baptiste Dupuy (1797-1859)              | Jean Baptiste Dupuy (1797-1859)              | Jean Baptiste Dupuy (1797-1859)              | Jean Baptiste Dupuy (1797-1859)              | Jean Baptiste Dupuy (1797-1859)      | Jean Baptiste Dupuy (1797-1859)      |                                        |                                        | Marie Caroline Bonnemère (1805-1889)   | Marie Caroline Bonnemère (1805-1889)   | Marie Caroline Bonnemère (1805-1889)   | Marie Caroline Bonnemère (1805-1889)   | Marie Caroline Bonnemère (1805-1889) | Marie Caroline Bonnemère (1805-1889) |                                     |                                     |                                     |                                     | Jacques Henri Bonnemère (1807-1837) | Jacques Henri Bonnemère (1807-1837) | Jacques Henri Bonnemère (1807-1837) | Jacques Henri Bonnemère (1807-1837) | Jacques Henri Bonnemère (1807-1837)   | Jacques Henri Bonnemère (1807-1837)   |                                       |                                       |                                       |                                       | Joseph Eugène Bonnemère (1813-1893) | Joseph Eugène Bonnemère (1813-1893) | Joseph Eugène Bonnemère (1813-1893)         | Joseph Eugène Bonnemère (1813-1893)         | Joseph Eugène Bonnemère (1813-1893)         | Joseph Eugène Bonnemère (1813-1893)         |                                             |                                             | Léonie Victoire de Belleau (1825-1914) | Léonie Victoire de Belleau (1825-1914) | Léonie Victoire de Belleau (1825-1914) | Léonie Victoire de Belleau (1825-1914) | Léonie Victoire de Belleau (1825-1914) | Léonie Victoire de Belleau (1825-1914) |
|                                              |                                              | Jean Baptiste Dupuy (1797-1859)              | Jean Baptiste Dupuy (1797-1859)              | Jean Baptiste Dupuy (1797-1859)              | Jean Baptiste Dupuy (1797-1859)              | Jean Baptiste Dupuy (1797-1859)      | Jean Baptiste Dupuy (1797-1859)      |                                        |                                        | Marie Caroline Bonnemère (1805-1889)   | Marie Caroline Bonnemère (1805-1889)   | Marie Caroline Bonnemère (1805-1889)   | Marie Caroline Bonnemère (1805-1889)   | Marie Caroline Bonnemère (1805-1889) | Marie Caroline Bonnemère (1805-1889) |                                     |                                     |                                     |                                     | Jacques Henri Bonnemère (1807-1837) | Jacques Henri Bonnemère (1807-1837) | Jacques Henri Bonnemère (1807-1837) | Jacques Henri Bonnemère (1807-1837) | Jacques Henri Bonnemère (1807-1837)   | Jacques Henri Bonnemère (1807-1837)   |                                       |                                       |                                       |                                       | Joseph Eugène Bonnemère (1813-1893) | Joseph Eugène Bonnemère (1813-1893) | Joseph Eugène Bonnemère (1813-1893)         | Joseph Eugène Bonnemère (1813-1893)         | Joseph Eugène Bonnemère (1813-1893)         | Joseph Eugène Bonnemère (1813-1893)         |                                             |                                             | Léonie Victoire de Belleau (1825-1914) | Léonie Victoire de Belleau (1825-1914) | Léonie Victoire de Belleau (1825-1914) | Léonie Victoire de Belleau (1825-1914) | Léonie Victoire de Belleau (1825-1914) | Léonie Victoire de Belleau (1825-1914) |

## Sources
- « Joseph Toussaint Bonnemère », dans Adolphe Robert et Gaston Cougny, Dictionnaire des parlementaires français, Edgar Bourloton, 1889-1891 [détail de l’édition]